# Cibiana di Cadore

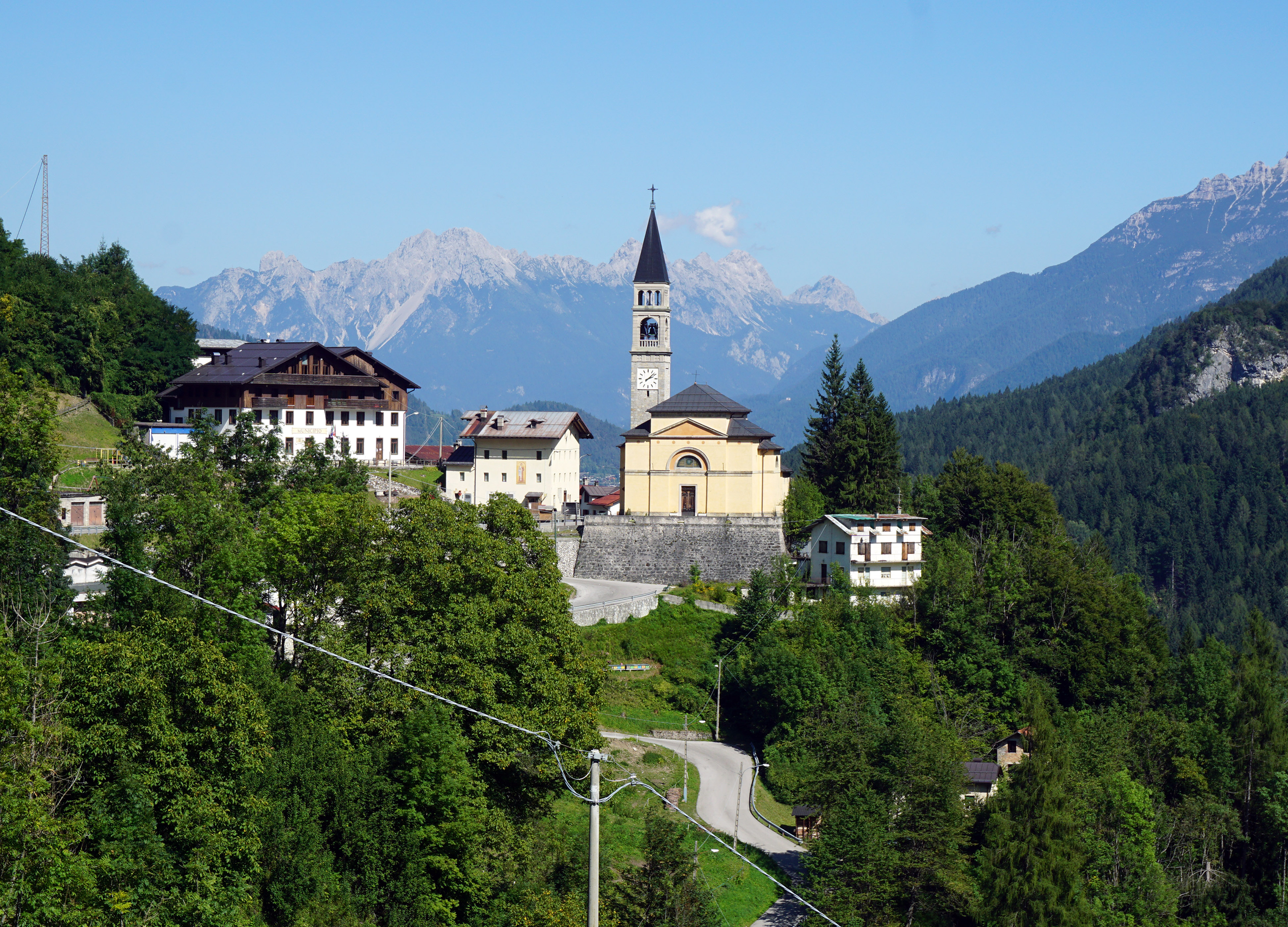
Kirche und Rathaus von Cibiana di Cadore mit den Dolomiten im Hintergrund

Cibiana di Cadore (ladinisch: Žubiana) ist eine norditalienische Gemeinde (comune) mit 321 Einwohnern (Stand 31. Dezember 2023) in der Provinz Belluno in Venetien. Die Gemeinde liegt in den Dolomiten etwa 28,5 Kilometer nordnordöstlich von Belluno und ist Teil der Landschaft und historischen Region des Cadore.
Zusammen mit den benachbarten Val di Zoldo und Zoppè di Cadore ist Cibiana eines der anerkannten Bergsteigerdörfer. Das Gemeindegebiet erstreckt sich zwischen dem Monte Rite und der Bosconerogruppe und umfasst ein Seitental des Boitetales.

## Verkehr
Durch die Gemeinde führt die frühere Strada statale 347 del Passo Cereda e del Passo Duran, welche bei Cibianas Nachbardorf Venas von der ausgebauten Strada di Alemagna abzweigt, in die Schlucht des Flusses Boite hinunterfährt und dann wieder hinauf nach Cibiana. Von dort aus erreicht die Straße den Cibiana-Pass, um dann das Zoldotal zu erreichen. 

## Tourismus
Den touristischen Impuls erhält das ladinische Dorf, neben seiner Lage im Herzen der Dolomiten und in der Nähe des touristisch berühmten Cortina d’Ampezzo, durch die zahlreiche kunstvolle Wandmalereien (Murales) an den Wänden der alten Steinhäuser sowie das „Museum in den Wolken“, einer der Standorte des Messner Mountain Museum Projekts.
Im Jahr 2002 wurde das Museum in den Wolken auf dem Monte Rite (2180 m ü. d. M.) eröffnet. Es ist in einem ehemaligen Fort des Königlich-Italienischen Heeres aus dem Ersten Weltkrieg untergebracht, das dem Element „Fels“ und der Geschichte der Erforschung und des Bergsteigens in den Dolomiten gewidmet ist. Das Museum ist Teil des Messner Mountain Museum Projekts, das vom berühmten Bergsteiger Reinhold Messner kuratiert wird.

## Sehenswürdigkeiten
- Museum Campo Base / Basis Camp von Reinhold Messner in Masariè
- Eisenmuseum in Cibiana di Sotto
- Biennale Arte Dolomiti in Masariè
- Pfarrkirche St. Lorenz

## Hütten und Almen
- Rifugio Remauro am Cibiana-Pass
- Baita Deona am Cibiana-Pass
- Rifugio Dolomites auf dem Berg Rite

## Persönlichkeiten
- Nilo Zandanel (1937–2015), Skispringer und Nordischer Kombinierer
- Nevio De Zordo (1943–2014), Bobsportler
- Dino De Zordo (* 1937), Skispringer